# Municipio de Colfax (condado de Daviess)
El municipio de Colfax (en inglés: Colfax Township) es un municipio ubicado en el condado de Daviess en el estado estadounidense de Misuri. En el año 2010 tenía una población de 613 habitantes y una densidad poblacional de 6,6 personas por km².

## Geografía
El municipio de Colfax se encuentra ubicado en las coordenadas 39°49′26″N 94°9′29″O / 39.82389, -94.15806. Según la Oficina del Censo de los Estados Unidos, el municipio tiene una superficie total de 92.91 km², de la cual 92,04 km² corresponden a tierra firme y (0,94 %) 0,87 km² es agua.

## Demografía
Según el censo de 2010, había 613 personas residiendo en el municipio de Colfax. La densidad de población era de 6,6 hab./km². De los 613 habitantes, el municipio de Colfax estaba compuesto por el 97,39 % blancos, el 0,49 % eran afroamericanos, el 0,49 % eran amerindios, el 0,16 % eran isleños del Pacífico, el 0,49 % eran de otras razas y el 0,98 % eran de una mezcla de razas. Del total de la población el 0,65 % eran hispanos o latinos de cualquier raza.